# Marie Parrocel
Marie (ou Marion) Parrocel, née en 1743 en Avignon et morte le 26 juin 1824 à Paris, est une peintre française.

## Biographie
Née à Avignon dans une famille de peintres, Marie Parrocel est la deuxième fille de Joseph François Parrocel ; elle est mentionnée en 1776 dans l'Almanach des peintres comme portraitiste travaillant à la peinture à l'huile et au pastel ; aucun pastel de sa main n'est actuellement connu. Elle est morte à Paris au 19 rue de Sèvres.

## Œuvres dans les collections publiques
- Dreux, musée d'Art et d'Histoire - Œuvres provenant de la chapelle de l'hôtel-Dieu de Dreux :
  - Madeleine repentante, huile sur toile, 1769, (inv. 950.002.001)[4] ;
  - Saint Jean Baptiste, huile sur toile (inv. 950.002.002).
- Paris, musée Carnavalet :
  - Madame de Montpeyroux, abbesse de Port-Royal de Paris, 14e arrondissement, huile sur toile, 81 × 64,5 cm, 1781 (inv. P2136)[5].

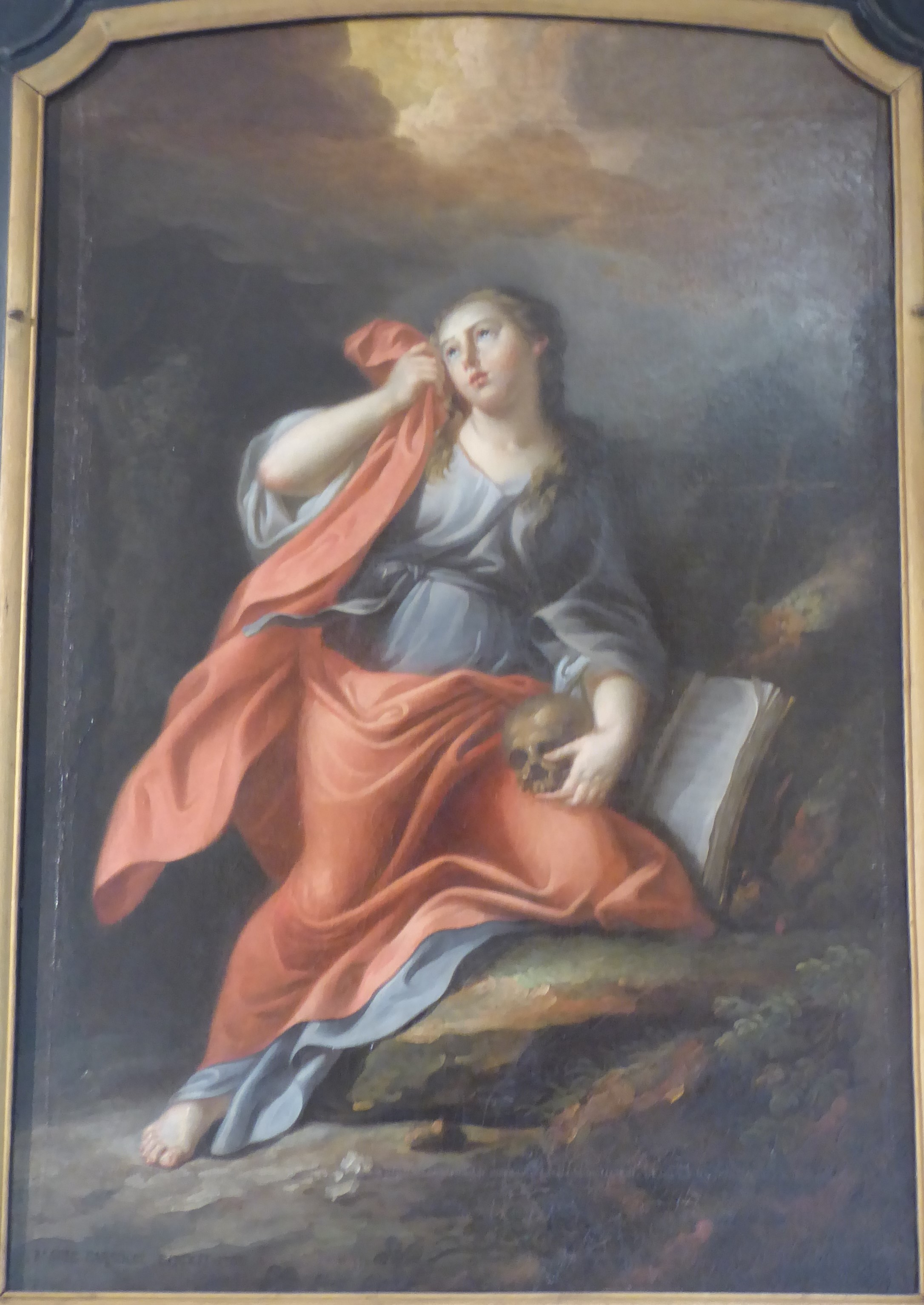
Madeleine repentante, musée d'Art et d'Histoire de Dreux.
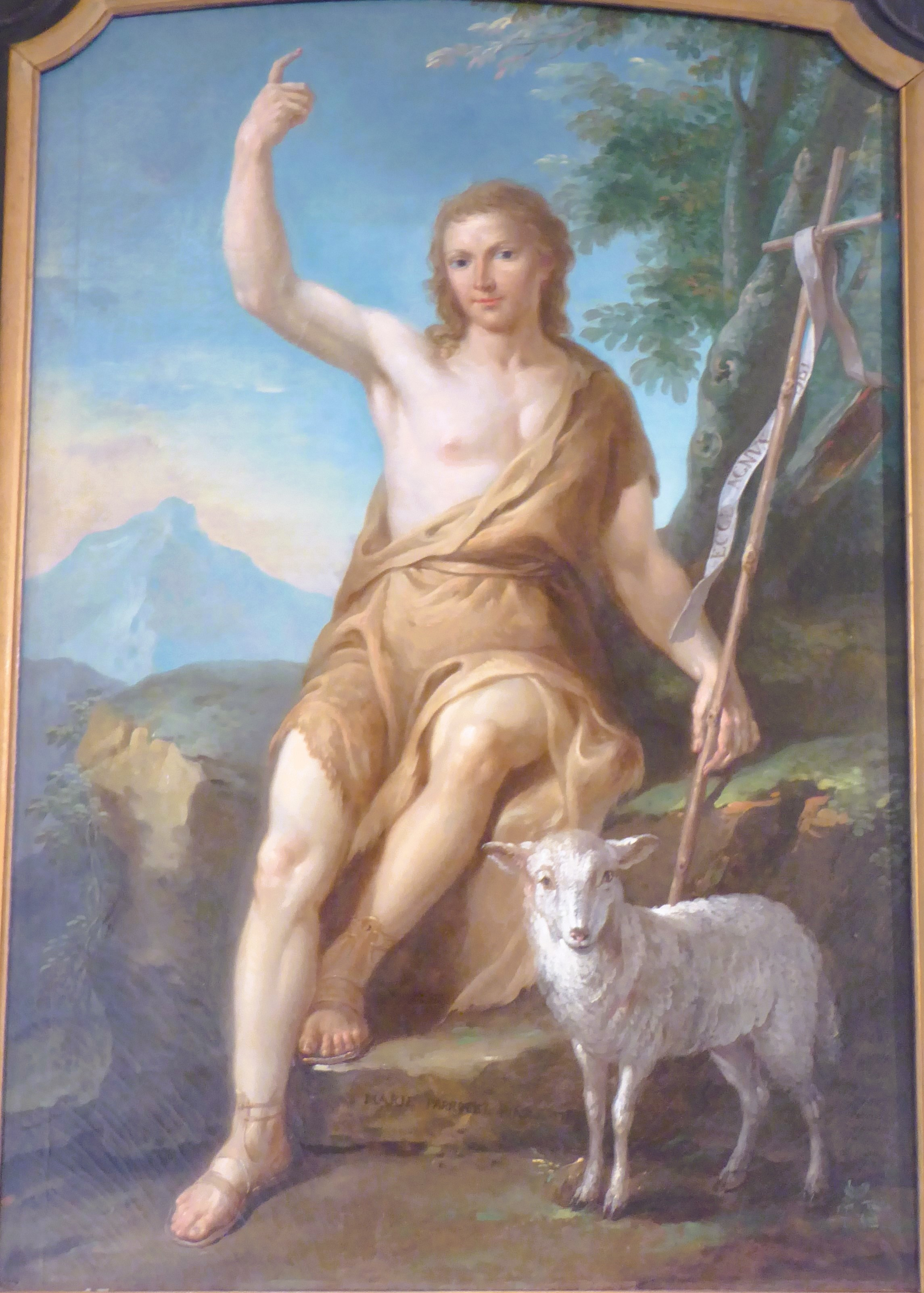
Saint Jean Baptiste, musée d'Art et d'Histoire de Dreux.
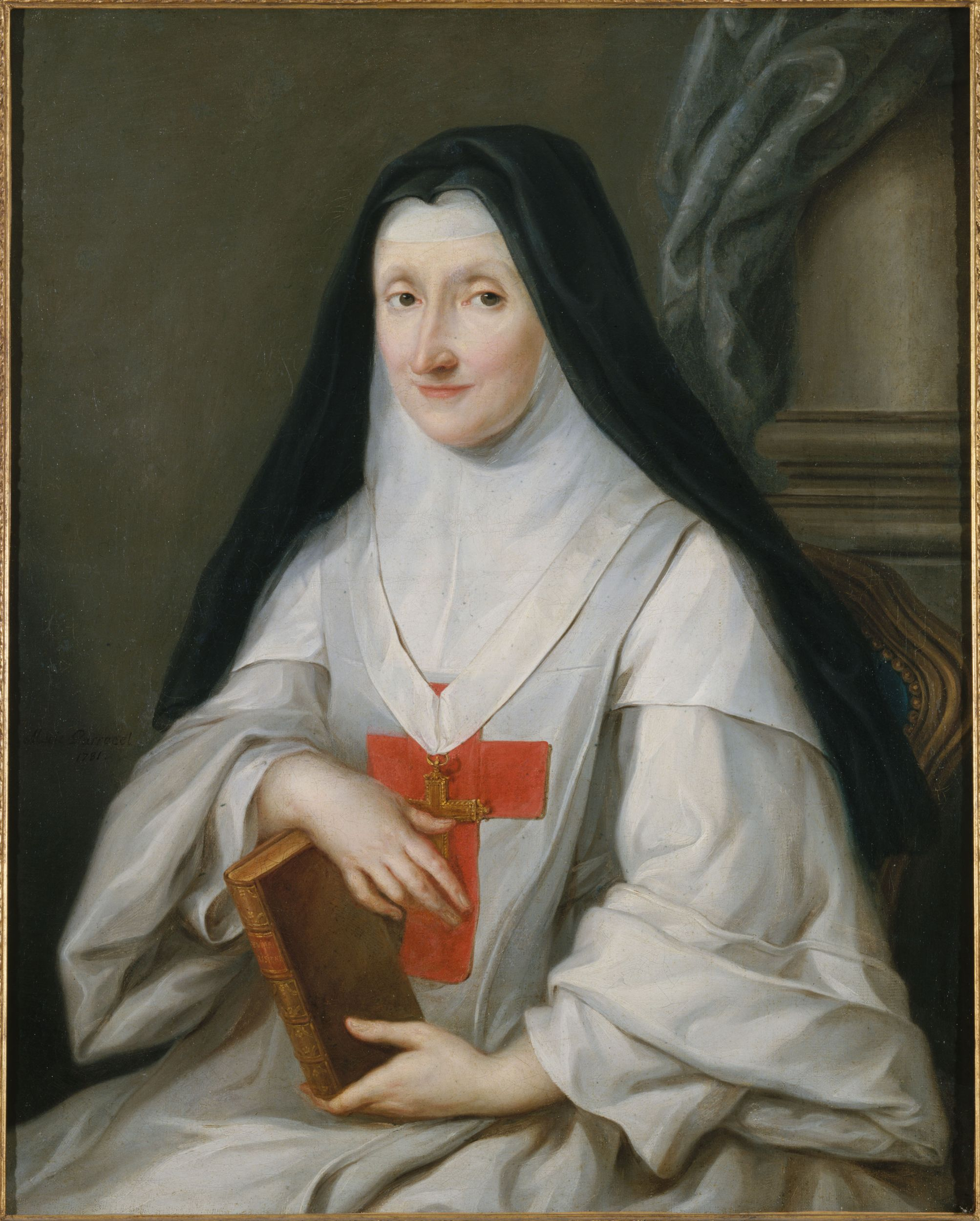
Madame de Montpeyroux, musée Carnavalet, Paris.